# Kornet
 Ovo je glavno značenje pojma Kornet. Za naselje u općini Podgorica, Crna Gora pogledajte Kornet (Podgorica, Crna Gora).
Kornet je član limene obitelji glazbenih instrumenata. Iako se koristi povremeno u orkestrima, najistaknutije mjesto korneta je u limenim glazbama, vojnim orkestrima i jazz ansamblima. Po obliku je sličan trublji, ali je kraći od nje. Svira se na isti način kao i ona: koristeći se ventilima i napetošću usana da bi se mijenjali tonovi.
Međutim, postoji nekoliko važnih osobina koje čine kornet jedinstvenim, kao što su njegov dublji, uži pisak. Taj pisak čini glazbalo elastičnijim, jer omogućava sviraču da djelotvornije kontrolira svoj ton. Kornet je također nešto manji od trublje, iako katkad svirači dodaju dugački krak na pisak kako bi stvorili dodatno dugu sviralu.
Kornet ne treba miješati s istoimenim glazbalom u srednjem vijeku i renesansi, koje je koristilo pisak s kapicom na drvenom tijelu ili s glazbalom od bjelokosti s rupama za prste slične onima na drvenim puhačkim glazbalima.

## Nastanak
Nastao je u Parizu 20-ih godina 19. stoljeća. 
Prvi ga je konstruirao Jean-Louis Antonie (poznat kao Halari) dodavanjem ventila poštanskom rogu. Ubrzo su ga usvojili svirači roga, vojničke trublje i trublje u europskim simfonijskim orkestrima.
S obzirom na to da je imao ventile, kornet je u ono doba bio prikladniji za kromatsku glazbu nego prirodne trublje koje su se tada koristile, pa su ga stoga više voljeli neki dirigenti i kompozitori.
Početkom XX. stoljeća uvelike se koristio u jazzu. Izvori govore da su rani jazz glazbenici učili svirati kornet, među ostalim glazbalima, od limenih glazbi iz Američkog građanskog rata. Bez obzira je li to istina ili ne, kornet je doista odigrao veliku ulogu u razvoju rane jazz glazbe u SAD-u. Dok je trublja ostala više "klasična", elastičnost korneta lako se uklapa u jazz, jer je omogućavala sviračima da stvaraju vrlo izraziti zvuk. Poznati jazz glazbenik Louis Armstrong svirao je kornet do 1925.; a Jimmy McPartland i legendarni Bix Beiderbecke svirali su kornete optočene zlatom.
Korneti se rijetko koriste u suvremenim orkestrima,  a njihove dijelove može zamijeniti trublja. Međutim, oni su uvijek bili i ostali važan dio tradicije limenih i vojnih glazbi. Vojne glazbe, osobito u Velikoj Britaniji, poznate su po upotrebi ovoga glazbala i po usavršavanju njegove tehnike.